# Wahlkreis Nr. 4 (Senat der Republik Polen)
Der Wahlkreis Nr. 4 (polnisch Okręg wyborczy nr 4) ist ein seit 2011 bestehender Wahlkreis für die Wahl des Senats der Republik Polen und wurde auf Grundlage des Kodeks wyborczy vom 5. Januar 2011 (Dz.U. 2011 nr 21 poz. 112) errichtet. Das Gebiet des Wahlkreises Nr. 4 war bis dahin ein Teil des Wahlkreises Nr. 2. Die erste Wahl, die im Wahlkreis stattfand, war die Parlamentswahl am 9. Oktober 2011.
Der Wahlkreis umfasst nach dem Anlage Nr. 2 (Załącznik nr 2) des Kodeks wyborczy in der letzten Bekanntmachung vom 22. Februar 2019 (Dz.U. 2019 poz. 684) die kreisfreie Stadt Wałbrzych und die Powiate Świdnicki und Wałbrzyski der Woiwodschaft Niederschlesien (Województwo dolnośląskie).
Der Sitz der Wahlkreiskommission ist Wałbrzych.

## Wahlkreisvertreter
| WP    | Wahl | Senator | Senator          | Wahlkomitee                 |
| ----- | ---- | ------- | ---------------- | --------------------------- |
| VIII. | 2011 |         | Wiesław Kilian ∗ | KW Platforma Obywatelska RP |
| IX.   | 2015 |         | Wiesław Kilian ∗ | KW Platforma Obywatelska RP |

## Wahlergebnisse

### Parlamentswahl 2011
Die Wahl fand am 9. Oktober 2011 statt.
Keiner der amtierenden Senatoren des ehemaligen Wahlkreises Nr. 2 kandidierte im neuen Wahlkreis Nr. 4: Stanisław Jurcewicz bewarb sich für die KW Platforma Obywatelska RP im Wahlkreis Nr. 5 erfolgreich für eine zweite Amtszeit als Senator. Roman Ludwiczuk, Senator seit 2005, kandidierte nicht für eine dritte Amtszeit bei der Parlamentswahl.
Wiesław Kilian, Mitglied des Sejm in der V. und VI. Wahlperiode (2005–2007, 2010–2011), verließ für die Kandidatur zum Senator seinen Parlamentsklub Polska Jest Najważniejsza im Sejm und kandidierte als parteiloser Kandidat für die KW Platforma Obywatelska RP. Er konnte das Mandat vor dem Kommunalpolitiker Patryk Wild und dem Rechtsanwalt Maciej Badora erringen. Zbigniew Chlebowski, Sejm-Abgeordneter in seiner 3. Amtszeit seit 2001 und Mitglied der Platforma Obywatelska, trat nach einer Korruptionsaffäre als parteiloser Kandidat an, verpasste aber den Einzug in den Senat deutlich. Für Kilian war es die 1. Amtszeit im Senat. 
| # | Kandidat | Kandidat            | Wahlkomitee                     | Stimmen | Prozent |
| - | -------- | ------------------- | ------------------------------- | ------- | ------- |
| 1 |          | Maciej Adam Badora  | KW Prawo i Sprawiedliwość       | 22.098  | 19,09 % |
| 2 |          | Zbigniew Chlebowski | KWW Zbigniewa Chlebowskiego     | 11.729  | 10,13 % |
| 3 |          | Wiesław Kilian      | KW Platforma Obywatelska RP     | 35.461  | 30,63 % |
| 4 |          | Andrzej Marciniak   | KW Polskie Stronnictwo Ludowe   | 5.999   | 5,18 %  |
| 5 |          | Henryk Rataj        | KW Sojusz Lewicy Demokratycznej | 12.200  | 10,54 % |
| 6 |          | Patryk Edward Wild  | KWW Rafał Dutkiewicz            | 28.282  | 24,43 % |

Wahlberechtigte: 276.552 – Wahlbeteiligung: 43,42 % – Quelle: Dz.U. 2011 nr 218 poz. 1295

### Parlamentswahl 2015
Die Wahl fand am 25. Oktober 2015 statt.
Wiesław Kilian konnte sein Mandat verteidigen. Für ihn war es die 2. Amtszeit im Senat.
| # | Kandidat | Kandidat                       | Wahlkomitee                                  | Stimmen | Prozent |
| - | -------- | ------------------------------ | -------------------------------------------- | ------- | ------- |
| 1 |          | Aleksander Bronisław Acedański | KW KORWiN                                    | 10.475  | 8,81 %  |
| 2 |          | Jerzy Romuald Franckiewicz     | KW Nowoczesna Ryszarda Petru                 | 18.019  | 15,15 % |
| 3 |          | Mariusz Grzegorz Gregorczyk    | KW Polskie Stronnictwo Ludowe                | 4.635   | 3,90 %  |
| 4 |          | Wiesław Kilian                 | KW Platforma Obywatelska RP                  | 36.383  | 30,60 % |
| 5 |          | Jerzy Maciej Langer            | KW Prawo i Sprawiedliwość                    | 33.231  | 27,95 % |
| 6 |          | Zdzisław Natanek               | KWW „Niezależni“ Zdzisława Natanka           | 3.383   | 2,84 %  |
| 7 |          | Jerzy Maciej Langer            | KKW Zjednoczona Lewica SLD+TR+PPS+UP+Zieloni | 12.789  | 10,75 % |

Wahlberechtigte: 266.557 – Wahlbeteiligung: 45,91 % – Quelle: Dz.U. 2015 poz. 1732